# Theridion indicum
Theridion indicum är en spindelart som beskrevs av Benoy Krishna Tikader 1977. Theridion indicum ingår i släktet Theridion och familjen klotspindlar.
Artens utbredningsområde är Andamanerna. Inga underarter finns listade i Catalogue of Life.